# فرنسيسكو بويكس
فرنسيسكو بويكس (بالإسبانية: Francisco Boix)‏ هو مصور وصحفي إسباني، ولد في 31 أغسطس 1920 في برشلونة في إسبانيا، وتوفي في 7 يوليو 1951 في باريس في فرنسا.